# Francis Marion Steele

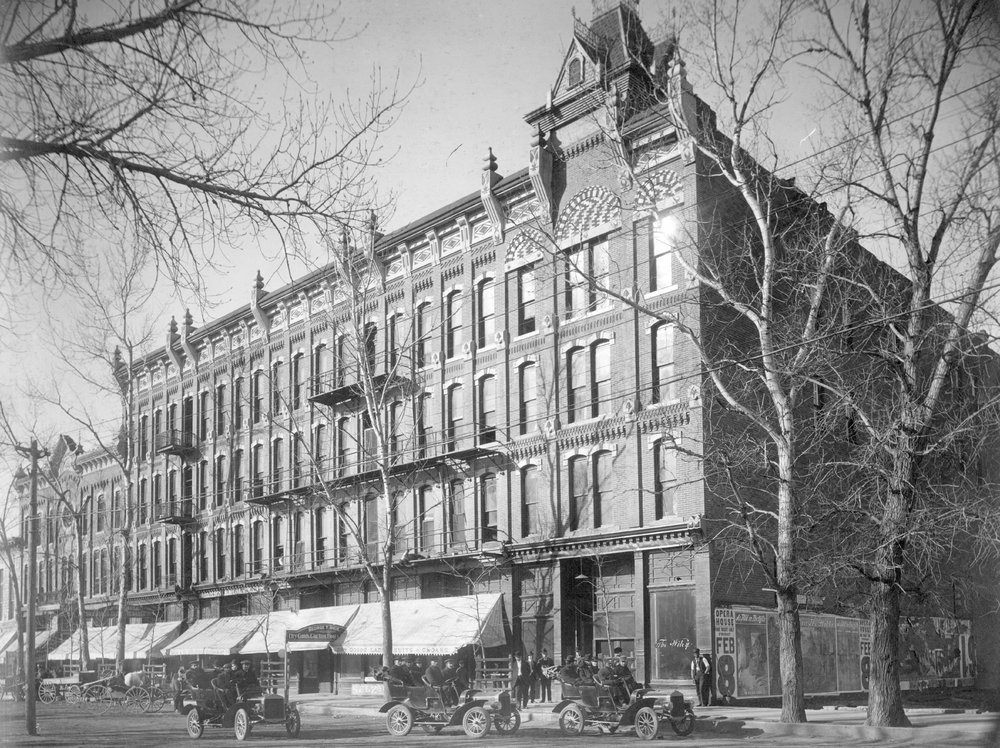
Das Windsor Hotel in Garden City im Jahr 1907

Francis Marion Steele, auch bekannt als F. M. Steele und Frank Steele (* 14. September 1866 in Stanton (Illinois); † 2. Januar 1936 in Dodge City) war ein US-amerikanischer Fotograf.

## Leben
Als Francis Marion Steele zwei Jahre alt war, verließ sein Vater die Familie. Steele beschäftigte sich schon im Alter von 13 Jahren mit Fotografie; damals war er in Kansas City tätig, war aber offenbar auch schon wie in seinen späteren Jahren viel unterwegs, da auch ein Aufenthalt in Woodward (Oklahoma) bezeugt ist. Nach mehreren Jahren als reisender Fotograf eröffnete er ein Fotostudio in Meade, wo er noch im selben Jahr, 1895, Pink Fletcher heiratete. Das Paar bekam zwei Töchter namens Edith und Zula, doch 1897 erfolgte die Scheidung. Steele war zu diesem Zeitpunkt schon wieder als Fotograf unterwegs, laut dem Comanche Clipper unter anderem in Ashland (Kansas). Seine innovativen Techniken – er benutzte Teleobjektive und machte auch Farbbilder – zogen Kunden wie die Rock Island Railroad und die Garden City Co., die eine Zuckerfabrik baute, an. In der Zeit, als er in Greensburg für die Rock Island Railroad arbeitete, lernte er seine zweite Frau Sadie Harp kennen, mit der er 1904 einen Sohn namens Marion bekam. Damals hatte er ein Studio in Hutchinson, 1906 legte er sich eine Galerie in Dodge City zu. 1914 ließ er sich in Garden City (Kansas) nieder, 1925 in McCook in Nebraska, 1935 kehrte er nach Dodge City zurück. Das Ehepaar Steele kam dort bei einem häuslichen Unglücksfall mit einem Gasherd ums Leben.
Steele fotografierte im westlichen Kansas, Texas, New Mexico und in Oklahoma. Vermutlich sind bei weitem noch nicht all seine erhaltenen Bilder identifiziert. Er selbst sah sich als Künstler, was auf einer Seite der Emporia State University zwar nicht abgestritten wurde – tatsächlich seien Komposition und ästhetische Qualität seiner Bilder bemerkenswert –, aber auch nicht als das wichtigste Kriterium angesehen wurde: Der dokumentarische Wert seiner Bilder, die „nearly every facet of life in the southwestern plains“ umfassten, sei das Wesentliche. Das Center for Great Plains Studies der Emporia State University arbeitet zusammen mit der Kansas State Historical Society in Topeka daran, seine Fotografien ausfindig zu machen und zu digitalisieren.